# Juschno-Suchokumsk
Juschno-Suchokumsk (russisch Южно-Сухокумск) ist eine Stadt in der nordkaukasischen Republik Dagestan in Russland mit 10.035 Einwohnern (Stand 14. Oktober 2010).

## Geografie
Die Stadt liegt in der Terek-Kuma-Niederung, im Nordwesten der Nogaier-Steppe, etwa 300 km nordwestlich der Republikhauptstadt Machatschkala am periodische Wasser führenden Fluss Suchaja Kuma (Trockene Kuma).
Juschno-Suchokumsk ist der Republik administrativ direkt unterstellt.

## Geschichte
Juschno-Suchokumsk entstand 1963 als Siedlung städtischen Typs für Erdöl- und Erdgasarbeiter und erhielt 1988 Stadtrecht.

### Bevölkerungsentwicklung
| Jahr | Einwohner |
| ---- | --------- |
| 1970 | 7.910     |
| 1979 | 10.403    |
| 1989 | 12.246    |
| 2002 | 9.777     |
| 2010 | 10.035    |

Anmerkung: Volkszählungsdaten

## Wirtschaft
Juschno-Suchokumsk ist Zentrum der Erdöl- und Erdgasförderung durch Dagneft.